# Eugnesia correspondens
Eugnesia correspondens är en fjärilsart som beskrevs av W. Warren 1897. Eugnesia correspondens ingår i släktet Eugnesia och familjen mätare. Inga underarter finns listade i Catalogue of Life.